# Pinheiro-das-canárias
O pinheiro-das-Canárias (Pinus canariensis) é uma espécie de pinheiro originária do Velho Mundo, mais precisamente da região da Europa e Mediterrâneo.
Mais precisamente, e como o nome indica, ocorre nas Ilhas Canárias: Gran Canaria, Tenerife, La Gomera, Hierro, Las Palmas.
É uma espécie sub-tropical, não tolerando baixas temperaturas.
É um árvore de folha persistente, podendo atingir os 30–45 m de altura e um diâmetro de 1,5 m. As folhas (agulhas) são verde amareladas, têm 15–30 cm de comprimento e ocorrem em grupos de três.
Os cones são de cor acastanhada e têm 10–23 cm de comprimento.
A sua área de distribuição tem vindo a ser reduzida devido a excesso de desflorestação. Apenas as ilhas de Tenerife e La Palma possuem florestas de tamanho apreciável com esta espécie.